# Sofijiwka-Park
Der Dendrologische Nationalpark „Sofijiwka“ (Ukrainisch: Національний дендрологічний парк „Софіївка“/Nazionalnyj dendrolohitschnyj park „Sofijiwka“) ist ein 1,79 km² großer Landschaftsgarten im Norden von Uman (Ukraine) mit mehr als 2000 Arten einheimischer und exotischer Pflanzen.

## Geschichte

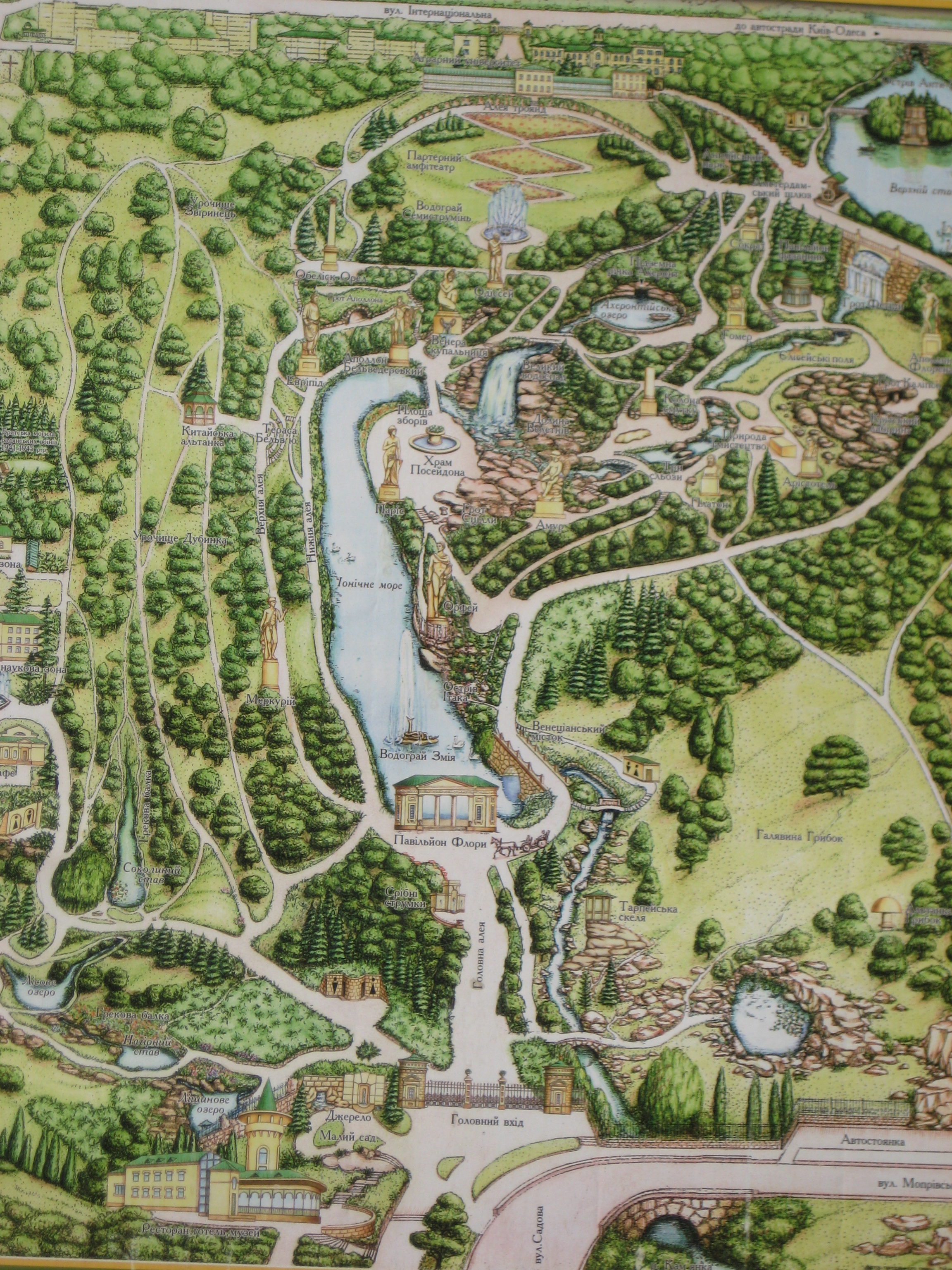
Plan des Parks.

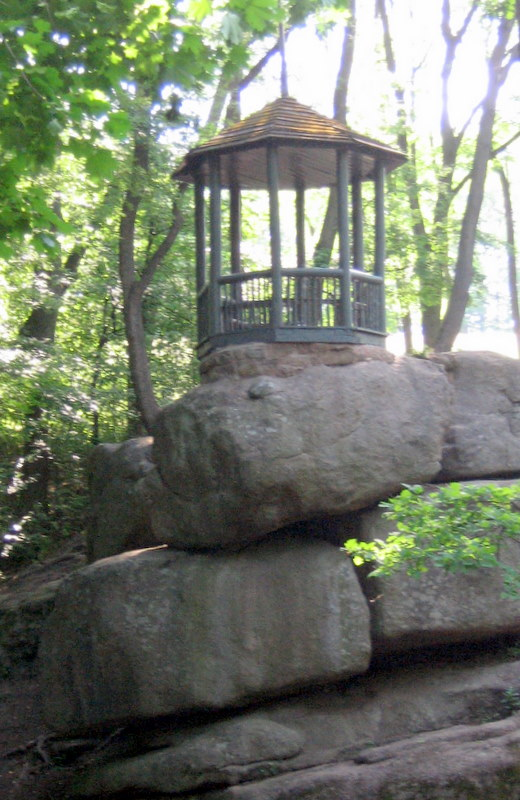
Der Tarpejische Fels, benannt nach dem römischen Vorbild.

Der Park wurde ab 1796 vom polnischen Magnaten Szczęsny Potocki (1751–1805) auf Wunsch seiner griechischen Geliebten Zofia Wittowa ledigen Glavani (1760–1822) angelegt, die er 1798 heiratete. Zum Landschaftsgarten umgewandelt wurde die Schlucht des Flusses Kamjanka, an die ein mit großen Felsblöcken übersätes und dünn bewaldetes Gelände grenzte. Architekt war Artilleriehauptmann Ludwik Metzel (1764–1848), der auch die von Tausenden von Leibeigenen ausgeführten Arbeiten leitete. Die Kosten betrugen gegen 15 Millionen Złoty.
Nachdem sich Potockis Sohn Aleksander am polnischen Novemberaufstand beteiligt hatte, wurde der Park von Kaiser Nikolaus I. dessen Frau Alexandra Fjodorowna geschenkt und in Garten der Zarin (Russisch: Сад Царицыны/Sad Tsaritsyny) umgetauft. Obwohl umgestaltet, entging er dadurch der Verwilderung der unter polnischer Herrschaft in Podolien angelegten Gärten. In der Sowjetunion erhielt die Anlage wieder ihren ursprünglichen Namen und wurde zum Dendrologischen Nationalpark erklärt.
Der 1971 entdeckte Asteroid des inneren Hauptgürtels (2259) Sofievka wurde nach dem Park benannt.

## Sehenswürdigkeiten
Sofijiwka wurde als eine Illustration der Ilias und Odyssee von Homer geplant. Danach wurden weitere Teile des Parks durch ausgewählte Kompositionen der Bäume, der Landschaftselemente und der Architektur thematisch ausgebaut. Die Themen lauten beispielsweise: Englischer Garten, Champs-Élysées, kleine Schweiz, Genfer See, Kaukasischer Berg. Der Park ist mit Kopien antiker Statuen dekoriert. Es gibt mehrere künstliche Teiche, Berge, Wasserfälle, Brunnen und einen 224 Meter langen unterirdischen Fluss. 2007 wurde Sofijiwka zu einem der sieben Wunder der Ukraine gewählt. Sofijiwka wird jährlich von 500.000 Touristen besucht.